# Suite für Pianoforte zu vier Händen
Suite für Pianoforte zu 4 Händen is een compositie van Christian Sinding. Het is een werk van deze componist voor vierhandig pianospel. De suite werd in 1896 uitgegeven. In 1898 arrangeerde de componist het naar Episodes chevaleresques, suite pour orchestre en droeg het op aan Felix Weingartner. Deze dirigent betekende in die dagen veel voor Sinding; hij gaf leiding aan uitvoeringen van de Eerste symfonie van de Noor.
De suite bestaat uit vier delen:
1. Tempo di Marcia in F majeur
2. Andante funèbre in bes mineur
3. Allegretto in As majeur
4. Finale in F majeur

De eerste uitvoering van de orkestversie vond plaats in Bergen, de Logens store Sal op 10 december 1898 in een geheel aan Sinding gewijd concert:
- Vioolconcert nr. 1 (première)
- Zeven liederen uit Strengjeleik door Thorvald Lammers (zang) en Hildur Andersen (piano)
- Quinze caprices pour piano door Hildur Andersen (première)
- enkele liederen
- Episodes chevaleresques, Suite for stort orkester; die laatste moest nog van manuscript gelezen worden (première).

De versie voor orkest kende wel enige populariteit, want er volgden een aantal uitvoeringen in een relatief kort tijdsbestek:
- 2 september 1899 gaf Johan Halvorsen leiding aan zijn orkest van het Nationaltheatret, alleen het allegretto werd gespeeld
- 11 november 1899 was het te horen in Londen tijdens een concert onder leiding van Henry Wood.
- 19 januari 1900 vond de Amerikaanse première plaats in Chicago, uitvoerend orkest was het Chicago Symphony Orchestra onder leiding van Theodore Thomas.

Ondanks deze goede start is er in 2013 geen uitvoering op compact disc bekend.
Sindings instrumentatie is
- 1 piccolo, 2 dwarsfluiten, 2 hobo’s,  3 klarinetten, 2 fagotten, 1 contrafagot
- 4 hoorns, 3 trompetten, 3 trombones, 1 tuba
- pauken, grote trom, bekkens
- violen, altviolen, celli, contrabassen